# Kalhausen
Kalhausen är en kommun i departementet Moselle i regionen Grand Est (tidigare regionen Lorraine) i nordöstra Frankrike. Kommunen ligger i kantonen Rohrbach-lès-Bitche som tillhör arrondissementet Sarreguemines. År 2022 hade Kalhausen 779 invånare.

## Befolkningsutveckling
Antalet invånare i kommunen Kalhausen
| Referens: INSEE |